# Yasemin Baysal

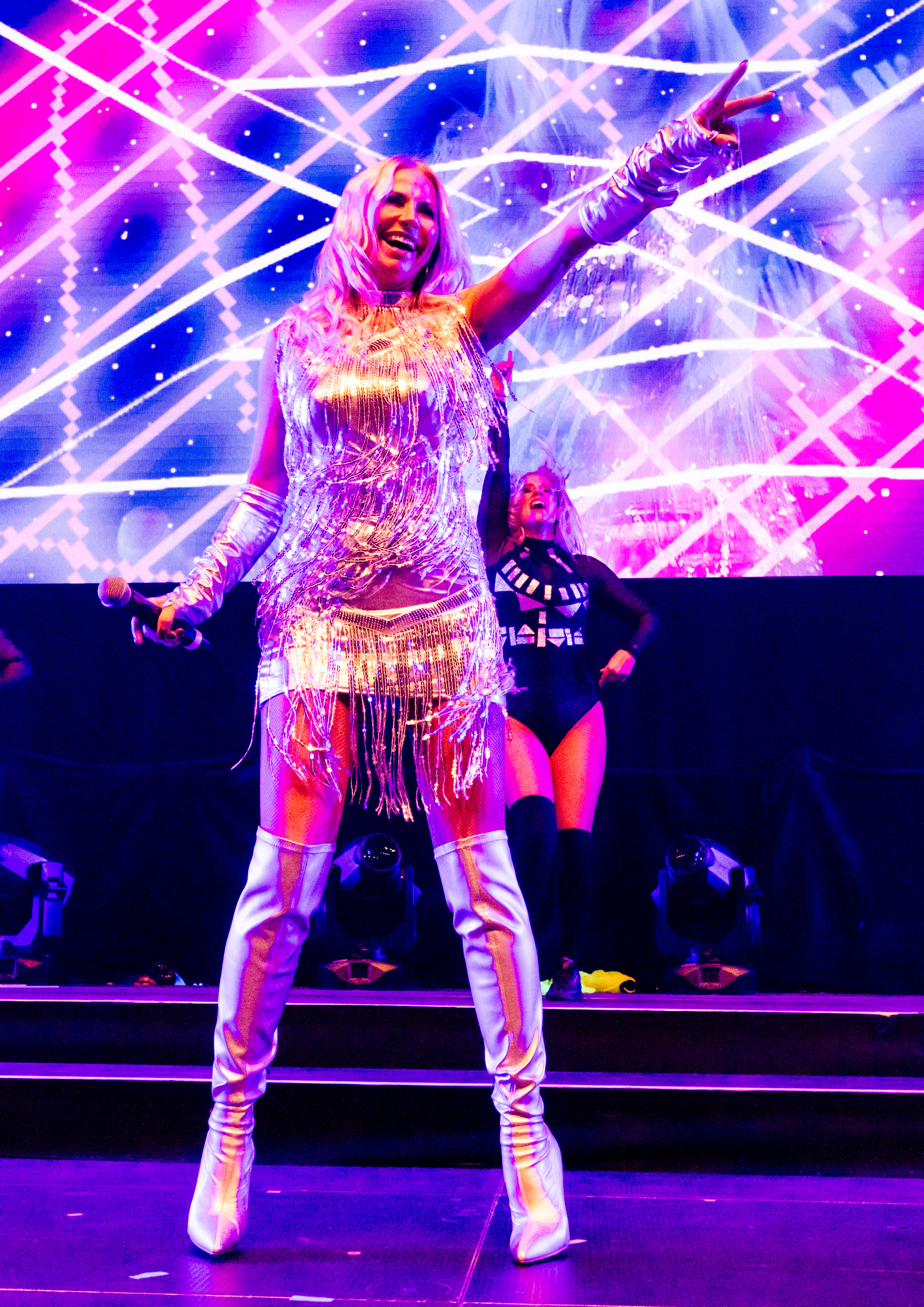
Yasemin Baysal (2023)

Yasemin Baysal (* 1971 oder 1973), als Solistin auch nur Yasemin, ist eine deutsche Sängerin. Sie wurde besonders in den 1990er-Jahren durch die Band Das Modul bekannt.

## Wirken
Baysal wurde als Sängerin im Jahr 1994 vom Produzenten Olaf Bossi für das Musikprojekt Das Modul entdeckt. Dort hatte sie an der Seite des Bandkollegen Dierk Schmidt erfolgreiche Hits, u. a.: Computerliebe, Kleine Maus, 1100101 und Frühlingsgefühle. Frühlingsgefühle war der letzte Song, den sie einsang; im Frühjahr 1996 stieg sie aus der Band aus. Ihre Nachfolgerin bei Das Modul wurde Denise Hemely.
Nach dem Ausstieg arbeitete Baysal zeitweise als Solistin. Bei der Veröffentlichung des Albums Sex-Generation fungierte sie, als Nachfolgerin von Jeanette Macchi-Meier, an der Seite von Ché Jouaner (bis 2002) als Sängerin der Musikgruppe E-Rotic.
2002 verließ Baysal die Band E-Rotic und zog sich aus der Öffentlichkeit zurück.
Mittlerweile arbeitet Baysal als Immobilienmaklerin beim deutsch-internationalen Immobilienunternehmen Engel & Völkers. Seit 2005 lebt sie mit Mann und Tochter am Comer See.

## Bands
- 1994–1996, seit 2023: Das Modul
- 2001–2002: E-Rotic

## Musik (Solokarriere)
Baysal hat unter dem Künstlernamen Yasemin drei Solo-Songs aufgenommen. Alle drei Songs verfehlten eine Chartplatzierung.
- 1996: Rainbow in the Sky
- 1998: Free Girl
- 1999: Don’t Go Breaking My Heart